# Passais
Passais település Franciaországban, Orne megyében. Lakosainak száma 780 fő (2018. január 1.). Passais Saint-Mars-d’Égrenne és Saint-Siméon községekkel határos.

## Népesség
A település népességének változása:
| Lakosok száma | 1102 | 1031 | 1016 | 915  | 889  | 798  | 782  | 1233 | 791  | 780  |
|               | 1962 | 1968 | 1975 | 1990 | 1999 | 2008 | 2013 | 2016 | 2017 | 2018 |